# RenderWare
RenderWare è un motore grafico per videogiochi realizzato da Criterion.

## Lista di videogiochi
| Titolo                                            | Anno | Piattaforma/e                                                                  | Pubblicazione/Sviluppo                                                   |
| ------------------------------------------------- | ---- | ------------------------------------------------------------------------------ | ------------------------------------------------------------------------ |
| AFL Live 2004                                     | 2003 | PlayStation 2, Xbox                                                            | Transmission Games (precedentemente IR Gurus)                            |
| AFL Live Premiership Edition                      | 2004 | PlayStation 2, Xbox                                                            | Transmission Games (precedentemente IR Gurus)                            |
| AFL Premiership 2005                              | 2005 | PlayStation 2                                                                  | Transmission Games (precedentemente IR Gurus)                            |
| AFL Premiership 2006                              | 2006 | PlayStation 2                                                                  | Transmission Games (precedentemente IR Gurus)                            |
| Airport Tycoon                                    | 2000 | Microsoft Windows                                                              |                                                                          |
| Airblade                                          | 2002 | PlayStation 2                                                                  | Criterion Software (gli sviluppatori di RenderWare)                      |
| Apache Air Assault                                |      | Microsoft Windows                                                              |                                                                          |
| Battlefield 2: Modern Combat                      | 2006 | PlayStation 2, Xbox, Xbox 360                                                  |                                                                          |
| Black                                             | 2006 | PlayStation 2, Xbox                                                            | Electronic Arts                                                          |
| Bleach: Erabareshi Tamashii                       | 2005 | PlayStation 2                                                                  | Sony Computer Entertainment                                              |
| Blitz: The League                                 | 2005 | PlayStation 2, Xbox                                                            | Midway Games                                                             |
| Bratz: Rock Angelz                                | 2004 | Microsoft Windows, PlayStation 2, GameCube                                     | Blitz Games, AWE Games                                                   |
| Broken Sword: Il sonno del drago                  | 2003 | Microsoft Windows, PlayStation 2, Xbox                                         | The Adventure Company, THQ, Marvelous Entertainment, Revolution Software |
| Bully                                             | 2006 | PlayStation 2                                                                  | Rockstar Games                                                           |
| Burnout                                           | 2001 | PlayStation 2, Xbox, GameCube                                                  | Acclaim Entertainment                                                    |
| Burnout 2: Point of Impact                        | 2002 | PlayStation 2, Xbox, GameCube                                                  | Acclaim Entertainment                                                    |
| Burnout 3: Takedown                               | 2004 | PlayStation 2, Xbox                                                            | Electronic Arts                                                          |
| Burnout Legends                                   | 2005 | Nintendo DS, PSP                                                               | Electronic Arts                                                          |
| Burnout: Revenge                                  | 2005 | PlayStation 2, Xbox, Xbox 360                                                  | Electronic Arts                                                          |
| Burnout Dominator                                 | 2007 | PlayStation 2, PSP                                                             | Electronic Arts                                                          |
| Burnout Paradise                                  | 2008 | Microsoft Windows, PlayStation 3, Xbox 360                                     | Electronic Arts                                                          |
| Call of Duty: Finest Hour                         | 2004 | PlayStation 2, Xbox, GameCube                                                  | Activision                                                               |
| Chinese Paladin 4                                 | 2007 | Microsoft Windows                                                              | Softstar Shanghai, Softstar Entertainment Inc.(Taipei, Taiwan)           |
| Chinese Paladin Online                            | 2008 | Microsoft Windows                                                              | Softstar Taipei, Softstar Entertainment Inc.(Taipei, Taiwan)             |
| City Crisis                                       | 2001 | PlayStation 2                                                                  | Syscom Entertainment, Take-Two Interactive                               |
| Cold Fear                                         | 2005 | Microsoft Windows, PlayStation 2, Xbox                                         | Darkworks, Ubisoft                                                       |
| Cold Winter                                       | 2005 | PlayStation 2                                                                  | Vivendi Universal Games Inc.                                             |
| Commandos: Strike Force                           | 2006 | Microsoft Windows, PlayStation 2, Xbox                                         | Eidos Interactive                                                        |
| Crackdown                                         | 2007 | Xbox 360                                                                       | Microsoft Game Studios                                                   |
| Darkwatch                                         | 2005 | PlayStation 2, Xbox                                                            | Capcom                                                                   |
| Dream of Mirror Online                            | 2004 | Microsoft Windows                                                              | Softstar Taipei, Softstar Entertainment Inc.(Taipei, Taiwan)             |
| DreamMix TV World Fighters                        | 2003 | PlayStation 2, Gamecube                                                        | Red Entertainment                                                        |
| EVE Burst Error Plus                              | 2003 | PlayStation 2                                                                  | Game Village                                                             |
| Evil Dead: Regeneration                           | 2005 | Microsoft Windows, PlayStation 2, Xbox                                         | Cranky Pants Games, THQ                                                  |
| Evolution GT                                      | 2006 | Microsoft Windows, PlayStation 2                                               | Black Bean Games, Milestone                                              |
| Football Generation                               | 2003 | Microsoft Windows                                                              | 1C Company, FX Interactive, Take-Two Interactive                         |
| Frank Herbert's Dune                              | 2001 | Microsoft Windows, PlayStation 2                                               | Cryo Interactive Entertainment                                           |
| Gauntlet: Seven Sorrows                           | 2005 | PlayStation 2, Xbox                                                            | Midway Games                                                             |
| G-Nome                                            | 1998 | Microsoft Windows                                                              | 7th Level                                                                |
| Grand Theft Auto III                              | 2001 | Microsoft Windows, PlayStation 2, Xbox                                         | Rockstar Games                                                           |
| Grand Theft Auto: San Andreas                     | 2004 | Microsoft Windows, PlayStation 2, Xbox                                         | Rockstar Games                                                           |
| Grand Theft Auto: Vice City                       | 2002 | Microsoft Windows, PlayStation 2, PlayStation 3, Xbox                          | Rockstar Games                                                           |
| Harry Potter e l'Ordine della Fenice (videogioco) | 2007 | Microsoft Windows, PlayStation 2, PlayStation 3, Xbox, Xbox 360, GameCube, Wii | Electronic Arts                                                          |
| Headhunter Redemption                             | 2004 | PlayStation 2, Xbox                                                            | SEGA of America                                                          |
| Jacked                                            | 2005 | Microsoft Windows, PlayStation 2, Xbox                                         | Sproing, Xplosiv etichetta editoriale di Empire Interactive              |
| Käpt'n Blaubär - Bannig auf Zack                  | 2005 | Microsoft Windows                                                              | Tivola, società coordinata da Spirit.de                                  |
| Kamen Rider: Seigi no Keifu                       | 2005 | PlayStation 2                                                                  | Bandai, Cavia                                                            |
| Kill Switch                                       | 2003 | Microsoft Windows, PlayStation 2, Xbox                                         | Hip Interactive, Namco Hometek                                           |
| killer7                                           | 2005 | PlayStation 2, GameCube                                                        | Capcom                                                                   |
| Madagascar                                        | 2005 | Microsoft Windows, PlayStation 2, Xbox, GameCube                               | Activision                                                               |
| Manhunt                                           | 2003 | Microsoft Windows, PlayStation 2, Xbox                                         | Rockstar North                                                           |
| Max Payne 2: The Fall of Max Payne                | 2003 | PlayStation 2, Xbox, Microsoft Windows                                         | Rockstar Vienna                                                          |
| MLB 2K5                                           | 2004 | PlayStation 2, Xbox                                                            |                                                                          |
| Mortal Kombat: Armageddon                         | 2006 | PlayStation 2, Xbox, Wii                                                       | Midway Games                                                             |
| Mortal Kombat: Deadly Alliance                    | 2002 | PlayStation 2, Xbox, GameCube, Game Boy Advance                                | Midway Games                                                             |
| Mortal Kombat: Deception                          | 2004 | PlayStation 2, Xbox, GameCube                                                  | Midway Games                                                             |
| Nana                                              | 2005 | PlayStation 2                                                                  | Konami                                                                   |
| NBA Ballers                                       | 2004 | PlayStation 2, Xbox                                                            | Midway Games                                                             |
| NFL Blitz 20-03                                   | 2002 | PlayStation 2, Xbox, GameCube                                                  | Midway Games                                                             |
| NRL Rugby League                                  | 2003 | Microsoft Windows, PlayStation 2, Xbox                                         | Tru Blu Entertainment                                                    |
| Obscure                                           | 2004 | Microsoft Windows, PlayStation 2, Xbox                                         | DreamCatcher Interactive, MC2 France, MC2-Microïds                       |
| Outlaw Golf 2                                     | 2004 | PlayStation 2, Xbox                                                            | Global Star Software                                                     |
| Premier Manager 2005/2006                         | 2005 | Microsoft Windows, PlayStation 2                                               | ZOO Digital Publishing                                                   |
| Pro Evolution Soccer 2                            | 2002 | PlayStation, PlayStation 2                                                     | Konami                                                                   |
| Rayman Revolution                                 | 2000 | PlayStation 2                                                                  | Ubi Soft                                                                 |
| Red Jets                                          | 2006 | Microsoft Windows                                                              | InterActive Vision                                                       |
| "Red Dead Revolver                                | 2004 | PlayStation 2, Xbox                                                            | Rockstar Games                                                           |
| Rich Man 7                                        | 2003 | Microsoft Windows                                                              | Softstar Beijing, Softstar Entertainment Inc.(Taipei, Taiwan)            |
| Rich Man 7 Plus:Touring Formosa/Touring Hongkong  | 2004 | Microsoft Windows                                                              | Softstar Beijing, Softstar Entertainment Inc.(Taipei, Taiwan)            |
| Rich Man 8                                        | 2006 | Microsoft Windows                                                              | Softstar Beijing, Softstar Entertainment Inc.(Taipei, Taiwan)            |
| Scorched Planet                                   | 1996 | Microsoft Windows                                                              | Virgin Interactive / Criterion Games                                     |
| Squadra Corse Alfa Romeo                          | 2005 | Microsoft Windows, PlayStation 2, Xbox                                         | Black Bean Games, Milestone                                              |
| Secret Weapons Over Normandy                      | 2003 | Microsoft Windows, PlayStation 2, Xbox                                         | Lucas Arts / Totally Games                                               |
| Shadow the Hedgehog                               | 2005 | PlayStation 2, Xbox, GameCube                                                  | SEGA / Sonic Team USA                                                    |
| Sonic Heroes                                      | 2003 | Microsoft Windows, PlayStation 2, Xbox, GameCube                               | SEGA / Sonic Team USA                                                    |
| SpongeBob SquarePants: Battle for Bikini Bottom   | 2003 | Microsoft Windows, PlayStation 2, Xbox, GameCube                               | THQ                                                                      |
| Stardom 3                                         | 2005 | Microsoft Windows                                                              | Softstar Taipei, Softstar Entertainment Inc.(Taipei, Taiwan)             |
| Stardom 3 Plus:Valse of Fame                      | 2006 | Microsoft Windows                                                              | Softstar Taipei, Softstar Entertainment Inc.(Taipei, Taiwan)             |
| Stardom 3 Plus:Argent Fantasy                     | 2006 | Microsoft Windows                                                              | Softstar Taipei, Softstar Entertainment Inc.(Taipei, Taiwan)             |
| Stardom 3 Plus:Sweet Melody                       | 2007 | Microsoft Windows                                                              | Softstar Taipei, Softstar Entertainment Inc.(Taipei, Taiwan)             |
| Suikoden III                                      | 2002 | PlayStation 2                                                                  | Konami                                                                   |
| Super-Bikes Riding Challenge                      | 2006 | Microsoft Windows, PlayStation 2                                               | Black Bean Games, Milestone                                              |
| Tech Deck: Bare Knuckle Grind                     | 2005 | Xbox                                                                           | Visionscape Interactive                                                  |
| Teenage Mutant Ninja Turtles: Mutant Melee        | 2005 | Microsoft Windows, PlayStation 2, Xbox, GameCube                               | Konami                                                                   |
| The Incredibles: Rise of the Underminer           | 2005 | Microsoft Windows, macOS PlayStation 2, Xbox, GameCube                         | THQ                                                                      |
| The Incredibles                                   | 2004 | Microsoft Windows, macOS PlayStation 2, Xbox, GameCube                         | D3 Publisher, Noviy Disk, Snowball.ru, THQ                               |
| The Movies                                        | 2005 | Microsoft Windows                                                              | Lionhead Studios                                                         |
| The Sims 3                                        | 2009 | Microsoft Windows, macOS                                                       | EA Play EA Black Box                                                     |
| The Sims 3: World Adventures                      | 2009 | Microsoft Windows, macOS                                                       | EA Play EA Black Box                                                     |
| The Settlers: Heritage of Kings                   | 2004 | Microsoft Windows                                                              | Ubisoft, Blue Byte                                                       |
| The Settlers: Rise of an Empire                   | 2007 | Microsoft Windows                                                              | Ubisoft, Blue Byte                                                       |
| The Sword Of Etheria (OZ in Japan)                | 2005 | PlayStation 2                                                                  | Konami                                                                   |
| The Warriors                                      | 2005 | PlayStation 2, Xbox                                                            | Rockstar Toronto, Rockstar Games                                         |
| Tony Hawk's Pro Skater 3                          | 2001 | Microsoft Windows, PlayStation 2, Xbox, GameCube                               | Neversoft, Activision                                                    |
| Tony Hawk's Pro Skater 4                          | 2002 | Microsoft Windows, PlayStation 2, Xbox, GameCube                               | Neversoft, Activision                                                    |
| Tony Hawk's Underground 2                         | 2004 | Microsoft Windows, PlayStation 2, Xbox, GameCube                               | Neversoft, Activision                                                    |
| Tony Hawk's Underground                           | 2003 | Microsoft Windows (solo Australia), PlayStation 2, Xbox, GameCube              | Neversoft, Activision                                                    |
| Total Overdose                                    | 2005 | Microsoft Windows, PlayStation 2, Xbox                                         | SCI Games                                                                |
| TrickStyle                                        | 1999 | Dreamcast, Microsoft Windows                                                   | Acclaim Entertainment, Criterion Games                                   |
| Wangan Midnight Maximum Tune                      | 2004 | Arcade                                                                         | Genki, Namco                                                             |
| Wangan Midnight Maximum Tune 2                    | 2005 | Arcade                                                                         | Genki, Namco                                                             |
| Without Warning                                   | 2005 | PlayStation 2, Xbox                                                            | Capcom                                                                   |
| Xuan Yuan Sword 5                                 | 2006 | Microsoft Windows                                                              | DOMO Team, Softstar Entertainment Inc.(Taipei, Taiwan)                   |
| Xuan Yuan Sword Plus: Cloud of the Han            | 2007 | Microsoft Windows                                                              | DOMO Team, Softstar Entertainment Inc.(Taipei, Taiwan)                   |
| yourself!Fitness                                  | 2004 | Microsoft Windows, PlayStation 2, Xbox                                         | responDESIGN                                                             |
| Zatch Bell! Mamodo Battles                        | 2005 | GameCube                                                                       | Bandai, Eighting                                                         |